# Kemal Bourhani
Kemal Bourhani (Parigi, 13 settembre 1981) è un ex calciatore francese, di ruolo attaccante.